# Pietre d'inciampo in Croazia

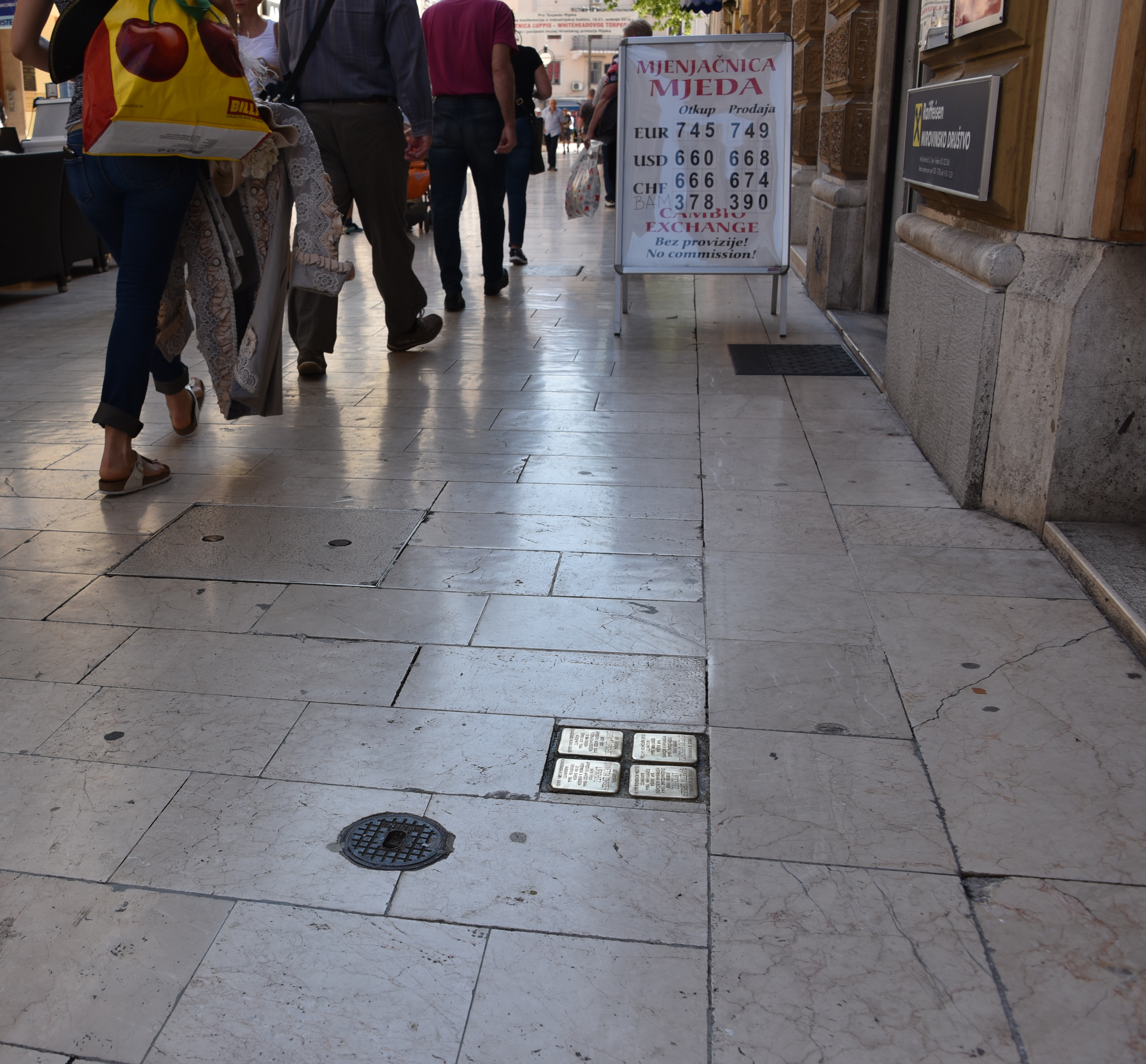
Pietre d'inciampo a Fiume

Questa pagina contiene l'elenco delle pietre d'inciampo poste in Croazia. Esse commemorano il destino di persone uccise, deportate, espulse o spinte al suicidio ad opera del regime nazista. Le pietre d'inciampo (in tedesco Stolpersteine) sono una iniziativa dell'artista tedesco Gunter Demnig che ha già posato più di 68.000 pietre in tutta Europa.
Generalmente, le pietre d'inciampo sono posizionate di fronte all'edificio dove le vittime hanno avuto la loro ultima residenza autogestita. Le prime e finora uniche pietre d'inciampo in questa regione sono state collocate il 21 maggio 2013 a Fiume. Il nome delle pietre d’inciampo in croato è kamen spoticanja.
Le iscrizioni delle pietre sono state fatte in croato e in italiano.
Le tabelle sono parzialmente ordinabili secondo l'ordine alfabetico del cognome.

## Fiume
| Immagine | Scritta | Indirizzo                                | Vita |
| -------- | --- | ---------------------------------------- | --- |
|          | QUI ABITAVA EUGENIO LIPSCHITZ NATO 1883 ARRESTATO MARZO 1944 INTERNATO A RISIERA DI SAN SABBA DEPORTATO 1944 AUSCHWITZ ASSASSINATO IN DATA IGNOTA           | Ante Starčevića 5 45.32589°N 14.444837°E | Jeremus Eugenio Lipschitz nacque il 5 maggio 1883 a Sümeg in Ungheria. Aveva quattro fratelli e due sorelle. Dal 1894 visse con sua famiglia a Fiume, si affermò come rivenditore di merceria e gioielli e sposò Zseni Zipszer detta anche Giannetta. La coppia ebbe tre figli, i figli Arturo (1914-1980) ed Efraim (nato nel 1919) e la figlia Magda (anche Maddalena), che sposò Enrico Heimler e prese suo nome. Entrambi i figli emigravano in Palestina in tempo. La figlia Magda fuggì con suo marito, i suoceri e cognata nel settembre 1943 in Italia e l'anno seguente in Svizzera, dove sopravvisse all'Olocausto. Jeremus Eugenio Lipschitz fu internato dal regime di Mussolini nel campo di internamento di Campagna dal 28 luglio 1940 al 22 dicembre dello stesso anno. Dopo di ciò, poteva tornare a Fiume. Nel marzo del 1944, egli e sua moglie furono arrestati dalle forze tedesche a Fiume. Furono prima deportati a Risiera di San Sabba, un campo di concentramento tedesco a Trieste, poi al campo di sterminio di Birkenau. Lì, entrambi furono assassinati in data ignota. Anche la sorella del Lipschitz, Giuseppina, e suo marito Adolfo Simkovits furono assassinati ad Auschwitz. Il suo rapporto sull'internamento al campo di Campagna è stato tradotto dall'ungherese in italiano da sua figlia e fu pubblicato nel 2001. Il rapporto di Lipschitz è stato descritto dal Corriere del Mezzogiorno come un documento storico particolarmente rilevante. Estratti sono stati pubblicati nel 2011 e nel 2015 in due antologie. |
|          | QUI ABITAVA GIANNETTA ZIPSZER LIPSCHITZ NATA 1893 ARRESTATA MARZO 1944 INTERNATA A RISIERA DI SAN SABBA DEPORTATA 1944 AUSCHWITZ ASSASSINATA IN DATA IGNOTA | Ante Starčevića 5 45.32589°N 14.444837°E | Zseni Zsipser, chiamata Giannetta, nacque in 18 giugno 1893 a Mád in Ungheria da Albert Zipszer (nato 1843) e da Rozaliá Altmann (nata 1848). Il padre fu assistente mercantile, la madre casalinga. Aveva almeno un fratello, Herman, nato 1868 a Mad. Dal 1914 viveva a Fiume. Fu sposata con Jeremus Eugenio Lipschitz (vedi sopra) ed era casalinga. La coppia aveva almeno tre figli, tutti nati a Fiume, Arturo, Magda ed Efraim. Tutti figli potevano sopravvivere la occupazione tedesca e la Shoah. Insieme a suo marito, fu arrestata nel marzo 1944 a Fiume, portata a Risiera di San Sabba e in seguito ad Auschwitz-Birkenau ed assassinata - come suo marito - in data ignota dal regime nazista. |

## Libro
- Eugenio Lipschitz: Una storia ebraica, diario tradotto dall'Ungherese, editrice Magda Lipschitz Heimler, Firenze: Giuntina 2001, OCLC 955485660, 161 pagine